# Ángel Luis Ríos Matos
Ángel Luis Ríos Matos (ur. 5 października 1956 w Aguada) – portorykański duchowny katolicki, biskup Mayagüez od 2020.

## Życiorys
Święcenia kapłańskie przyjął 11 stycznia 1985 i został inkardynowany do diecezji Mayagüez. Pracował głównie jako duszpasterz parafialny, był też m.in. diecezjalnym duszpasterzem młodzieży i powołań, sędzią i przewodniczącym sądu biskupiego oraz wikariuszem sądowym.
9 maja 2020 papież Franciszek mianował go biskupem ordynariuszem diecezji Mayagüez. Sakry udzielił mu 1 sierpnia 2020 biskup Álvaro Corrada del Rio.